# Враги народа (фильм, 2009)
Враги́ наро́да (англ. Enemies of the People) — британско-камбоджийский документальный фильм 2009 года, совместная работа режиссёров Роба Лемкина и Тхет Самбата. Фильм стал итоговой работой Самбата, который на протяжении 10 лет собирал материалы о геноциде в Камбодже. Фильм содержит интервью с бывшими должностными лицами режима Красных Кхмеров, находившихся у власти в стране с 1975 по 1979 год.

## Сюжет
Приблизительно 1,7 миллиона камбоджийцев погибли во время правления красных кхмеров, радикального коммунистического движения, возглавляемого Пол Потом. Среди жертв были мать, отец и брат Тхет Самбата. Он говорит, что не понимает, почему красные кхмеры развязали такое насилие над своими соотечественниками. В 1999 году он решил получить признания и объяснения у бывших официальных лиц красных кхмеров на всех уровнях. Никто ранее не признавал никаких убийств.
В 2001 году он встретил Нуон Чеа, заместителя Пол Пота, также известного как брат номер два. Нуон Чеа тогда жил как частное лицо в Пруме, маленьком городке на тайско-камбоджийской границе. Самбат посещал Нуон Чеа по выходным почти три года.
В течение этого времени Нуон Чеа был готов говорить обо всех фазах своей политической карьеры, кроме трёх с половиной лет режима красных кхмеров. Ранее у него брали интервью западные и японские журналисты, но он всегда отрицал ответственность за убийство кого-либо во время геноцида в Камбодже.
В 2004 году Нуон Чеа впервые признался Самбату в отношении решений об убийстве, которые он принял вместе с Пол Потом. Самбат продолжал брать интервью у Нуона Чеа о его роли в Полях смерти ещё три года. В это время для расследования предполагаемых преступлений Демократической Кампучии были созданы Чрезвычайные палаты в судах Камбоджи (ЧПСК) при поддержке Организации Объединённых Наций. Самбат брал интервью у Нуона Чеа до сентября 2007 года, когда последний был арестован и обвинён в военных преступлениях и преступлениях против человечности ЧПСК.
В тот же период Самбат также создал сеть из менее высокопоставленных бывших должностных лиц и кадров красных кхмеров, которые были готовы признать и подробно описать свою роль в Полях смерти. Фильм рассказывает о двух преступниках из числа красных кхмеров на северо-западе Камбоджи. Кхун и Суон берут Самбата на место своей резни и знакомят его со своим начальником, женщиной, известной как сестра Эм. Они наглядно описывают устроенные ими массовые убийства. Они также выражают свои собственные чувства вины, травмы и раскаяния. Ближе к концу фильма Самбат приводит Хоуна и Суона на встречу с Нуон Чеа, и три бывших товарища красных кхмеров пытаются понять историю, в которой каждый из них был смертельной частью.
На протяжении трех лет исследований Самбат не рассказывал Нуону Чеа о судьбе своей семьи в Демократической Кампучии. В конце фильма, непосредственно перед арестом Нуон Чеа, Самбат рассказывает всю историю бывшему лидеру красных кхмеров.
В фильме также участвуют Пол Пот, президент США Ричард Никсон и Дэн Инчао, вдова китайского премьер-министра Чжоу Эньлая.

## Производство
Враги народа был написан, срежиссирован и снят Робом Лемкиным и Тет Самбатом, которые вместе работали над фильмом с сентября 2006 года по ноябрь 2009 года.
Монтаж фильма проводился в Лондоне Лемкиным и монтажёром Стефаном Роновичем. Музыку к фильму написал Дэниел Пембертон.
Мировая премьера фильма состоялась на Международном фестивале документального кино в Амстердаме (IDFA) 2009 года. В преддверии премьеры в США на кинофестивале Сандэнс в 2010 году фильм был немного изменён.
31 июля 2011 года он был выпущен в США кинотеатром International Film Circuit, а затем транслировался в более чем 40 американских городах. Он также был театрально выпущен в Великобритании, Таиланде и бывшей Югославии. Это первый камбоджийский фильм, выпущенный в Таиланде за 40 лет. Пимпака Товира, управляющий директор тайского дистрибьютора Extra Virgin, сказала, что ее решение выпустить фильм было трудным в то время, когда Таиланд и Камбоджа были вовлечены в военный конфликт.
Он также был показан более чем на 80 кинофестивалях по всему миру.
Правительство Камбоджи ещё не предоставило ему лицензию на распространение, хотя фильм время от времени демонстрировался в артхаусном кинотеатре в Пномпене. В интервью создатели фильма предположили, что это связано с тем, что история все еще слишком чувствительна для нынешнего камбоджийского правительства.

## Трибунал над красными кхмерами
После европейских и американских премьер фильма судья, ведущий судебное следствие, Марсель Лемонде потребовал использовать фильм в качестве доказательства в деле, которое он расследовал против Нуон Чеа.
Создатели фильма отказались опровергнуть фильм в суде на том основании, что это будет нарушением договоренности, достигнутой со всеми источниками «красных кхмеров». Все источники были довольны тем, чтобы любой материал стал достоянием общественности, но только на том основании, что ни один из создателей фильма не является должностным лицом или агентом суда. Создателей фильма широко критиковали за то, что они не передали свои материалы в суд. 9 апреля 2010 г. суд издал постановление, в котором указывалось, что он не будет стремиться получить материалы посредством судебного поручения, а вместо этого будет ждать, пока материалы станут достоянием общественности, и будет пытаться использовать их в судебном процессе.
27 июня 2011 года в Пномпене началось судебное разбирательство по делу 002 против Нуона Чеа, Кхиеу Самфана, Иенг Сари и Иенг Тирит. В ряде газетных сообщений поднимался вопрос об использовании пленки в судебном процессе. Обвинение заявило агентство France Presse, что хочет, чтобы в ходе судебного разбирательства использовались "откровенные признания". Тет Самбат предположил, что Нуон Чеа, возможно, не сделает того же признания во время суда, сказав: «Перед судом он может сказать что-то ещё. Но то, что он сказал мне, было правдой».

## Критика
Стивен Холден из The New York Times дважды рецензировал фильм. В своем первом обзоре он назвал его «вдохновляющим». В своем втором обзоре он написал: «Вместо того, чтобы обвинять, Самбат ищет исцеляющую силу признания».
Дерек Адамс из Time Out дал фильму 5 звезд из 5 и написал: «Это терпеливая, настойчивая, пытливая и бесстрашная журналистика высочайшего уровня, которая потрясает до глубины души».
Патрик Барта из The Wall Street Journal счел, что это «не только исторический документ, но и самостоятельное произведение искусства».